# Groupe de haute montagne
Il Groupe de haute montagne (GHM) è un'associazione fondata nel 1919 per riunire gli alpinisti francesi e internazionali che compiono con regolarità salite difficili in alta montagna.

## Storia
Il Groupe de haute montagne fu fondato nel 1919 da un gruppo di parigini, pionieri dell'alpinismo, che si allenavano nella Foresta di Fontainebleau: Paul Job, Jacques de Lépiney e Paul Chevalier, già membri del Club Alpino Francese (CAF).
Nel 1927 il GHM si unì con il "Club académique français d'alpinisme" (CAFA), fondato a Parigi nel 1925.
Nel 1930 il GHM, di vocazione elitaria, si separò dal CAF, destinato invece al grande pubblico, mantenendo però un rapporto di collaborazione tra i due gruppi. Diversi presidenti del CAF erano membri del GHM: Claude Deck, Lucien Devies, Jean Escarra, Jean Franco, Maurice Herzog.
Nel 1955 la rivista del CAF (La Montagne) e la rivista del GHM (Alpinisme) si fusero assieme per fondare La Montagne et Alpinisme.
Il lavoro del GHM consiste nel creare un alpinismo francese di livello internazionale. Fanno parte del GHM anche alpinisti stranieri, che al 1997 erano il 45% dei 253 membri.

## Presidenti del GHM
Nel seguente elenco i presidenti del GHM dal 1919:
- 1919-1930: Jacques de Lépiney
- 1930-1937: Henry de Ségogne
- 1937-1939: Jean-Antoine Morin
- 1939-1945: Robert Tézenas du Montcel
- 1945-1951: Lucien Devies
- 1951-1956: Maurice Herzog
- 1956-1965: Guido Magnone
- 1965-1975: Robert Paragot
- 1975-1980: Claude Deck
- 1980-1984: Benoit Renard
- 1984-1990: Jean-Pierre Frésafond
- 1990-1997: Jean-Claude Marmier
- 1997-2000: Yves Peysson
- 2000-2005: Hubert Giot
- 2005-2009: Leslie Fucsko[4]
- 2009 : Christian Trommsdorff[5]